# Hydrostatische Lenkung

Schema

Eine hydrostatische Lenkung (auch vollhydraulische Lenkung genannt) ist eine besondere Bauform der Lenkung, bei der die eigentlichen Lenkkräfte nicht vom Fahrzeugführer, sondern von einer vom Motor des Fahrzeugs angetriebenen Hydraulikpumpe aufgebracht werden. Von einer hydraulischen Lenkhilfe (Servolenkung) unterscheidet sie sich durch das Fehlen einer mechanischen Verbindung zwischen dem Lenkrad und den zu lenkenden Rädern, wodurch man bei der Gestaltung des Fahrzeuges wesentlich flexibler ist, da für die Herstellung der Verbindung lediglich Rohr- bzw. Schlauchleitungen erforderlich sind.

## Aufbau
Eine hydrostatische Lenkung besteht im Wesentlichen aus einem sogenannten Lenkaggregat, welches an der Lenksäule sitzt und dem Einschlagswinkel und der Einschlagsrichtung entsprechend eine bestimmte Menge Hydraulikflüssigkeit in den/die Lenkzylinder leitet, Hydraulikleitungen und einem oder mehreren Hydraulikzylindern an den zu lenkenden Rädern. Für den erforderlichen Druck wird eine Hydraulikpumpe benötigt, versorgt diese auch andere Hydrauliksysteme ist außerdem ein sogenanntes Prioritätsventil erforderlich.

## Verwendung
Derartige Lenksysteme werden vor allem in schweren Nutzfahrzeugen (z. B. Mähdrescher, Gabelstapler) angewendet. Dadurch wird zum einen die vom Fahrer aufzubringende Kraft extrem verringert, zum anderen ist sie bei Fahrzeugen mit Hecklenkung auch wesentlich einfacher zu realisieren, da man keine langen Wellen, Gestänge und keine Umlenkgetriebe benötigt.

## Nachteile
Da die Funktion der Lenkung vom Druck im Hydraulikkreislauf abhängt, könnte es bei einem Versagen der Hydraulikpumpe zu schwerwiegenden Unfällen kommen. Aus diesem Grund sind moderne Lenkaggregate so aufgebaut, dass bei einem auftretenden Druckabfall die integrierte Zumesspumpe als Handpumpe arbeitet und damit das Fahrzeug kontrollfähig bleibt. Um dem Problem der großen Lenkkräfte zu entgehen, gibt es Lenkaggregate mit mehreren Zahnradsätzen als Zumesspumpe, von denen im Notfall einer (oder auch mehrere) abgeschaltet werden, um das Übersetzungsverhältnis zwischen dem Lenkrad und den Rädern durch Verringerung des Fördervolumens zu ändern.